# Karl August Groos
Karl August Groos, född 1789, död 1861, var en tysk kyrkoherde, konsistorialråd och kompositör som komponerade psalmen "Evighetens morgon klar en dag skall gry".